# MÁV 221 sorozat
Az Id. osztályú (később 221-es sorozat) a MÁV egy gyorsvonati szerkocsis gőzmozdonysorozata volt. A Magyar Északkeleti Vasút is vásárolt ugyanilyen mozdonyokat a típust gyártó MÁV Gépgyártól, amelyek ott 1II–8II pályaszámokat kapták, melyek a MÉKV államosításakor szintén a MÁV állagába kerültek.

## MÁV 221-es sorozatú mozdonyai
Ez a mozdonysorozat a Ia. osztályú (később: 220 sorozatú) mozdonyok könnyített verziója volt, mivel a Ia. osztályú mozdonyokat – azok magas tengelynyomása miatt – gyengébb felépítményű vonalakon nem használhatták. A könnyebb és ebből kifolyólag kisebb teljesítményű Id. osztályú (később 221 sorozatú) mozdonyokat a budapesti MÁV Gépgyár 1883 és 1888 között szállította ki. A 32 darab mozdony a Ia. osztályhoz képest csak 121 m² méretű forrfelülettel, 1.726 mm átmérőjű csatolt kerekkel és kisebb átmérőjű hengerekkel készült. . Az utolsó szállítási sorozat 5 mozdonyát hosszú füstkamrával építették a szikraszórás csökkentése céljából. Ezenkívül megnövelték a kazánnyomást 11.5 atm-ra és más módosítást is végeztek (lásd a táblázatban) A korábbi építésű gépeket is átépítették hosszú füstkamrásokra.
A mozdonyokat az első pályaszámrendszerben 195-200, 206-210, 701-707 továbbá 718-722 pályaszámokkal látták el. 1891-től a második számozási rendszerben a pályaszámokat Id. osztály 321-344-re változtatták.
A MÁV 1890-ben megvásárolta a MÉKV-et, így a nyolc ezen sorozatú mozdony MÉKV 1”-8” pályaszámokkal MÁV 743-750 pályaszámú lett. 1891-től Id osztály 345-352, 1911-től 221.001-032 –re változott pályaszámuk.. A típus nagyjavítását 1918-ban teljesen beszüntették, így ettől az időponttól csak már kisebb futójavításokat végeztek el a mozdonyokon, a következő esedékes nagyjavítás előtt pedig javítatlanul félreállították őket.

## Fordítás
Ez a szócikk részben vagy egészben  a   MÁV Id című német Wikipédia-szócikk fordításán alapul.  Az eredeti cikk szerkesztőit annak laptörténete sorolja fel. Ez a jelzés csupán a megfogalmazás eredetét és a szerzői jogokat jelzi, nem szolgál a cikkben szereplő információk forrásmegjelöléseként.